# Serbofobia
Los términos serbofobia y sentimiento antiserbio se usan para describir un sentimiento de hostilidad u odio hacia los serbios o hacia Serbia. También, para describir una "nueva, moderna forma de racismo nazi" en contra de los serbios. También hace referencia a la persecución histórica de los serbios étnicos.

## Uso del término en la historia
El término se usó en círculos literarios y culturales desde antes de la Primera Guerra Mundial. Los escritores croatas Antun Gustav Matoš y Miroslav Krleža han descrito casualmente algunas figuras políticas y culturales como "serbófobas" (Krleža, en el cuarto tomo de "Charlas con Miroslav Krleža", 1985, editado por Enes Čengić), e indican que ellos percibían un ánimo antiserbio en el comportamiento de esas personas. Miloš Acin-Kosta, en su libro Draža Mihailović i Ravna Gora (Draža Mihailović y Ravna Gora), dedica una sección a la serbofobia durante la Segunda Guerra Mundial.[cita requerida]
El sentimiento antiserbio incrementó cada vez más en la ideología nazi alemán después del nombramiento de Adolf Hitler como Canciller en 1933. Las raíces pueden encontrarse en los primeros años de vida del propio Hitler en Viena.
La ocupación del Eje de Serbia permitió al movimiento Ustacha, una organización terrorista y fascista croata, llevar una ideología extrema antiserbia y antisemita en el Estado Independiente de Croacia. El mayor campo de concentración en Croacia fue el campo de concentración de Jasenovac, donde la mayoría de las víctimas fueron serbios. Según los cálculos, entre 500 000 y 700 000 serbios fueron asesinados por la ustacha croata. También el ejército ocupacionista alemán cometió crímenes contra la población civil serbia, como fue la masacre de Kragujevac.
Cadik Danon, el rabino en jefe de Yugoslavia, en una carta abierta al Comité Judío Estadounidense en 1995, durante la Operación Fuerza Deliberada por la OTAN durante la guerra de Bosnia, escribió acerca de un ambiente de "... propaganda irrestricta antiserbia, que ha durado en esta guerra, siguiendo el modelo nazi, pero con medios más eficientes y de una manera más costosa y sofisticada. ... Incluso judíos estadounidenses no fueron capaces de soportar este veneno propagandístico,... ellos no reconocieron la naturaleza nazi y racista del dogma serbofóbico. Ellos no identificaban la serbofobia como una hermana gemela del antisemitismo ...".

### Primera Guerra Mundial
Después de las guerras de los Balcanes en 1912–1913, el sentimiento antiserbio aumentó en la administración austrohúngara de Bosnia y Herzegovina. Oskar Potiorek, gobernador de Bosnia y Herzegovina, cerró muchas sociedades serbias tanto culturales como políticas y contribuyó significativamente al estado de ánimo antiserbio antes del estallido de la Primera Guerra Mundial.
El asesinato en 1914 del archiduque Francisco Fernando de Austria y de Sophie, duquesa de Hohenberg, condujo al pogromo antiserbio en Sarajevo, donde croatas y musulmanes participaron en la violencia durante la noche de 28 de junio y gran parte del día el 29 de junio. Esto generó a su vez una división profunda a lo largo de líneas étnicas sin precedentes en la historia de la ciudad. El novelista Ivo Andrić se refirió a este evento como "Sarajevo frenesí de odio". Se organizaron acciones violentas contra serbios fuera de Sarajevo, y en la ciudad se produjeron más de un centenar de detenciones de sospechosos de haber participado o ayudado en el asesinato del archiduque; los ataques se extendieron a otras grandes ciudades del Imperio austrohúngaro en lo que hoy es Bosnia, Croacia y Eslovenia. Las autoridades encarcelaron o extraditaron en toda Bosnia a unos 5500 prominentes serbios, de los cuales entre 700 y 2200 murieron en prisión. Más de 460 serbios fueron condenados a muerte y una milicia especial de mayoría bosnia, conocida como Schutzkorps, comenzó a perseguir a los serbios de forma sistemática.

### Segunda Guerra Mundial
Durante la Segunda Guerra Mundial, después del ataque del Eje a Yugoslavia, se estableció el Estado Independiente de Croacia (NDH), proclamado el 10 de abril de 1941, por el dictador croata Ante Pavelić. El régimen fascista de la Ustacha participó en la persecución de los serbios y judíos. La Ustaša croata estableció numerosos campos de concentración como los de Jasenovac, Đakovo, y Jastrebarsko en los que murieron incluso como presos muchos niños serbios, siendo el mayor porcentaje de víctimas y también niños judíos y romaníes. Entre ellos, estaba el campo de concentración de Sisak, que fue formado especialmente y solo para niños formando parte del complejo del campo de concentración de Jasenovac.

### Guerras en Yugoslavia
Durante la Operación Tormenta, emprendida por las fuerzas croatas durante más de 48 horas, en el marco de las guerras de Croacia, aproximadamente 250 000 serbios que habitaban en la Krajina fueron expulsados y desposeídos de todas sus propiedades.
También se marcaron distintos hechos de persecución en la guerra de Kosovo contra la población serbia. Durante la llegada de la Fuerza de Kosovo (KFOR) en junio de 1999 y en los disturbios de 2004 en Kosovo, se destruyeron más de 140 lugares sagrados, la mayoría patrimonio histórico de la Iglesia ortodoxa serbia.

## Ejemplos de serbofobia
De acuerdo con quienes usan el término, la serbofobia puede ir desde el odio individualizado hasta la persecución institucionalizada.
- Un ejemplo de serbofobia es el uso del jingle Alle Serben müssen sterben ("Todos los Serbios deben morir"), que se hizo popular en Viena en 1914.

- El uso del término "Vlach", de igual forma que el uso del término "Chetnik" como designación derogatoria para todo aquello conectado con los serbios (en lugar de designar solo al movimiento paramilitar serbio), es frecuente entre los croatas y bosnios, durante y después de la Guerra de Yugoslavia de la década de 1990.

- Za dom spremni! es un saludo croata que causa controversia debido a su uso durante la Segunda Guerra Mundial por el movimiento Ustacha. Era similar al saludo nazi Sieg Heil!.[24]

## Personajes que se han declarado abiertamente contra el pueblo serbio
- Ante Pavelić, político croata.
- Josip Frank, político croata.[25]
- Ivan Šarić, arzobispo católico croata y colaboracionista del régimen pronazi.[26]
- Vasil Radoslavov, político búlgaro durante la Primera Guerra Mundial.[27]

## Galería

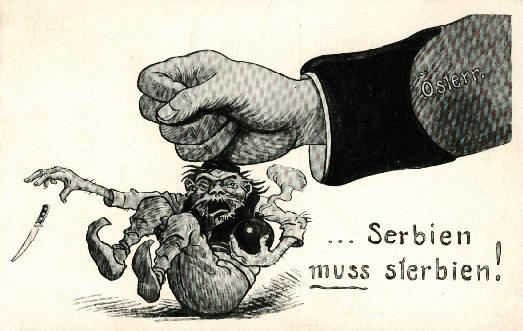
Serbien muss sterbien! ("Serbia must die!"), una caricatura  austriaca que circuló después del asesinato del archiduque Francisco Fernando de Austria en 1914, donde se representa a Serbia como un terrorista  simiesco.
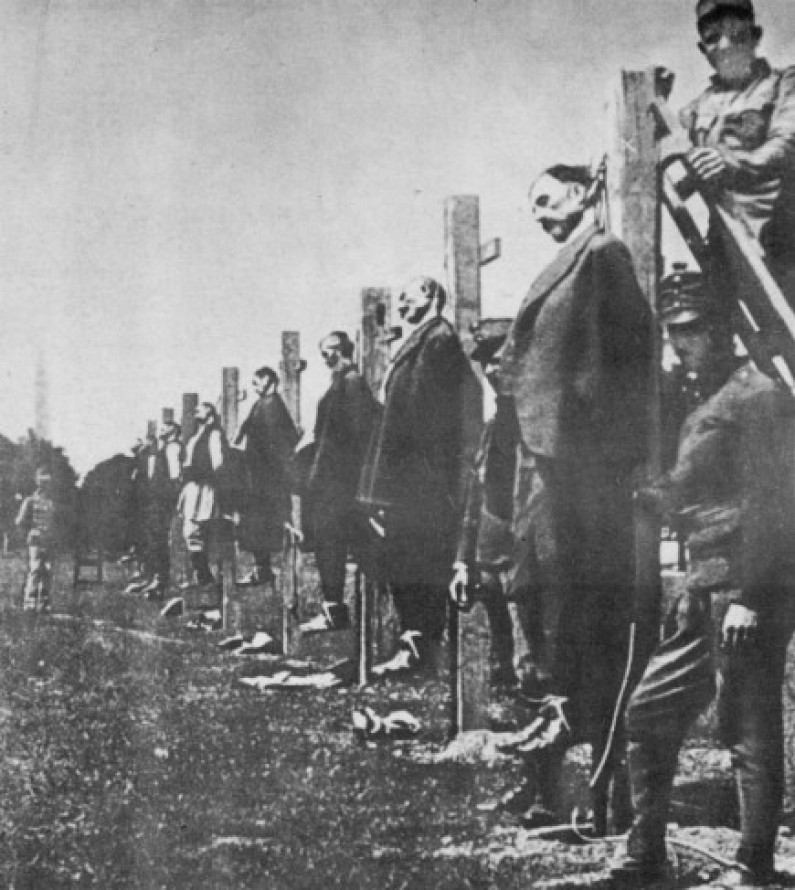
Soldados austrohúngaros ejecutando civiles serbios durante la Primera Guerra Mundial.